# 鹿骨
鹿骨（ししぼね）は、東京都江戸川区の町名。住居表示実施済み。現行行政地名は鹿骨一丁目から鹿骨六丁目。
当項では当町の前身であり、現在もごく一部が存続する鹿骨町（ししぼねちょう）についても述べる。

## 地理
江戸川区中央部やや東寄りに位置する。北で東松本一・二丁目および南小岩二丁目、東で西篠崎一・二丁目・上篠崎四丁目および篠崎町八丁目、南で谷河内一丁目および新堀一・二丁目、西で新中川を挟んで対岸に大杉三・四丁目および松本二丁目と隣接する。東辺を東京都道307号王子金町江戸川線、西辺を新中川で画す。現在の西篠崎は以前、鹿骨3丁目及び鹿骨町だった。その経緯から西篠崎町内に鹿骨3丁目町会会館がある。

### 地価
住宅地の地価は、2025年（令和7年）1月1日の公示地価によれば、鹿骨2-15-10の地点で31万3000円/m2、鹿骨4-7-13の地点で30万円/m2となっている。

## 歴史
1932年（昭和7年）の江戸川区成立時に鹿骨町として成立。1970年（昭和45年）に実施された町名地番整備（住居表示の実施ではない）によって、地区の大部分は鹿骨一-五丁目となった。この際、鹿骨一-五丁目に編入されなかった区域は従前どおり鹿骨町として存続し、6箇所に分かれて飛地状に存在していた。鹿骨六丁目は1991年（平成3年）に新たに成立したものである。
1991年（平成3年）以後住居表示が実施され、同年2月には一・二・四丁目、同年8月には五・六丁目、1992年（平成4年）3月には三丁目の住居表示が実施された。6箇所に飛地状に分かれて存続していた鹿骨町のうち、5箇所は鹿骨一-六丁目および西篠崎一・二丁目などの一部となったが、最も面積の小さい飛地1箇所（東松本二丁目3番地の北側1区画）のみは他町に編入されず、鹿骨町として存続している。

### 地名の由来
奈良時代（8世紀）、藤原氏によって奈良の春日大社の創建に際し、常陸の鹿島神宮から分霊されたが、その際に多くの神鹿を引き連れておよそ1年かけて奈良まで行ったと言い伝えられており、その途中、鹿が死んだためこの地に葬った。これが「鹿骨」の地名の由来とされる。

## 鹿骨

### 世帯数と人口
2025年（令和7年）1月1日現在（江戸川区発表）の世帯数と人口は以下の通りである。
| 丁目       | 世帯数    | 人口     |
| ---------- | --------- | -------- |
| 鹿骨一丁目 | 1,837世帯 | 3,663人  |
| 鹿骨二丁目 | 1,656世帯 | 3,366人  |
| 鹿骨三丁目 | 748世帯   | 1,546人  |
| 鹿骨四丁目 | 1,275世帯 | 2,654人  |
| 鹿骨五丁目 | 1,508世帯 | 2,989人  |
| 鹿骨六丁目 | 315世帯   | 661人    |
| 計         | 7,339世帯 | 14,879人 |

#### 人口の変遷
国勢調査による人口の推移。
| 年                 | 人口   |
| ------------------ | ------ |
| 1995年（平成7年）  | 12,284 |
| 2000年（平成12年） | 12,688 |
| 2005年（平成17年） | 13,932 |
| 2010年（平成22年） | 14,776 |
| 2015年（平成27年） | 14,705 |
| 2020年（令和2年）  | 15,183 |

#### 世帯数の変遷
国勢調査による世帯数の推移。
| 年                 | 世帯数 |
| ------------------ | ------ |
| 1995年（平成7年）  | 4,373  |
| 2000年（平成12年） | 4,780  |
| 2005年（平成17年） | 5,271  |
| 2010年（平成22年） | 5,967  |
| 2015年（平成27年） | 6,042  |
| 2020年（令和2年）  | 6,687  |

### 事業所
2021年（令和3年）現在の経済センサス調査による事業所数と従業員数は以下の通りである。
| 丁目       | 事業所数  | 従業員数 |
| ---------- | --------- | -------- |
| 鹿骨一丁目 | 153事業所 | 1,160人  |
| 鹿骨二丁目 | 103事業所 | 919人    |
| 鹿骨三丁目 | 59事業所  | 732人    |
| 鹿骨四丁目 | 75事業所  | 574人    |
| 鹿骨五丁目 | 75事業所  | 451人    |
| 鹿骨六丁目 | 37事業所  | 317人    |
| 計         | 502事業所 | 4,153人  |

#### 事業者数の変遷
経済センサスによる事業所数の推移。
| 年                 | 事業者数 |
| ------------------ | -------- |
| 2016年（平成28年） | 502      |
| 2021年（令和3年）  | 502      |

#### 従業員数の変遷
経済センサスによる従業員数の推移。
| 年                 | 従業員数 |
| ------------------ | -------- |
| 2016年（平成28年） | 3,674    |
| 2021年（令和3年）  | 4,153    |

## 鹿骨町

### 世帯数と人口
2025年（令和7年）1月1日現在（江戸川区発表）の世帯数と人口は以下の通りである。
- 世帯数 : 61世帯
- 人口 : 122人

#### 人口の変遷
国勢調査による人口の推移。
| 年                 | 人口 |
| ------------------ | ---- |
| 1995年（平成7年）  | 76   |
| 2000年（平成12年） | 114  |
| 2005年（平成17年） | 123  |
| 2010年（平成22年） | 113  |
| 2015年（平成27年） | 145  |
| 2020年（令和2年）  | 105  |

#### 世帯数の変遷
国勢調査による世帯数の推移。
| 年                 | 世帯数 |
| ------------------ | ------ |
| 1995年（平成7年）  | 27     |
| 2000年（平成12年） | 40     |
| 2005年（平成17年） | 46     |
| 2010年（平成22年） | 49     |
| 2015年（平成27年） | 59     |
| 2020年（令和2年）  | 43     |

## 学区
区立小・中学校に通う場合、学区は以下の通りとなる(2025年4月時点)。なお、江戸川区では学校選択制度を導入しており、区内全域から選択することが可能。。
| 丁目・町丁 | 番地                                         | 小学校                   | 中学校                   |
| ---------- | -------------------------------------------- | ------------------------ | ------------------------ |
| 鹿骨一丁目 | 全域                                         | 江戸川区立鹿骨松本小学校 | 江戸川区立鹿骨中学校     |
| 鹿骨二丁目 | 1〜30番 37〜45番                             | 江戸川区立鹿骨東小学校   | 江戸川区立鹿骨中学校     |
| 鹿骨二丁目 | 31番1〜7号 31番13〜19号 32番2号〜最終号 36番 | 江戸川区立新堀小学校     | 江戸川区立鹿骨中学校     |
| 鹿骨二丁目 | 35番 （旧387･390〜393）                      | 江戸川区立新堀小学校     | 江戸川区立鹿骨中学校     |
| 鹿骨二丁目 | 31番8〜12号 32番1号 33〜34番                 | 江戸川区立新堀小学校     | 江戸川区立春江中学校     |
| 鹿骨二丁目 | 35番 （旧388･389）                           | 江戸川区立新堀小学校     | 江戸川区立春江中学校     |
| 鹿骨三丁目 | 全域                                         | 江戸川区立鹿骨東小学校   | 江戸川区立鹿骨中学校     |
| 鹿骨四丁目 | 1〜8番 16〜30番                              | 江戸川区立鹿骨松本小学校 | 江戸川区立鹿骨中学校     |
| 鹿骨四丁目 | 9〜15番 31〜33番                             | 江戸川区立鹿骨松本小学校 | 江戸川区立小岩第五中学校 |
| 鹿骨五丁目 | 20〜40番                                     | 江戸川区立鹿骨松本小学校 | 江戸川区立小岩第五中学校 |
| 鹿骨五丁目 | 1〜19番                                      | 江戸川区立鹿骨松本小学校 | 江戸川区立鹿骨中学校     |
| 鹿骨六丁目 | 1〜6番 7番4〜5号                             | 江戸川区立鹿骨松本小学校 | 江戸川区立鹿骨中学校     |
| 鹿骨六丁目 | 7番1〜3号（旧345）                           | 江戸川区立鹿骨松本小学校 | 江戸川区立鹿骨中学校     |
| 鹿骨六丁目 | 7番1〜3号（旧344）                           | 江戸川区立鹿骨松本小学校 | 江戸川区立小岩第五中学校 |
| 鹿骨六丁目 | 7番6〜23号 8〜10番                           | 江戸川区立鹿骨松本小学校 | 江戸川区立小岩第五中学校 |
| 鹿骨町     | 全域                                         | 江戸川区立鹿骨松本小学校 | 江戸川区立小岩第五中学校 |

## 交通

### 鉄道
町域内に鉄道駅は存在しない。篠崎駅が近い鹿骨二丁目を除いた町域は、ほぼすべてが至近鉄道駅から1km以上離れた鉄道空白地帯に属する。
東京都交通局都営地下鉄新宿線・篠崎駅（篠崎町所在）、東日本旅客鉄道（JR東日本）総武本線小岩駅（南小岩所在）が最寄駅として挙げられる。

### バス
現在3本の京成バスの路線が走っており、篠崎駅、瑞江駅、一之江駅、小岩駅、新小岩駅、葛西駅との連絡がある。
- 新小71 ：主に鹿骨街道。
- 小73 ： 主に柴又街道。
- 小76 -：主に鹿本通り。

### 道路・橋梁
道路
- 柴又街道（都道501号線）
- 鹿骨街道
- 鹿本通り
- 大杉橋通り

橋梁
- 鹿骨新橋
- 鹿本橋
- 大杉橋

## 施設
- 鹿骨区民館
  - 江戸川区鹿骨事務所
  - 鹿骨コミュニティ図書館
- 鹿骨健康サポートセンター
- 小岩消防署
- 都農林総合研究センター江戸川分場
- 江戸川区立鹿骨中学校
- 江戸川区立小岩第五中学校
- 江戸川区立鹿骨松本小学校
- 江戸川区立鹿骨東小学校
- 鹿骨おひさま保育園
- 本城寺
- 密蔵院
- 圓勝院（円勝院）
- 鹿島神社
- 西中稲荷神社
- 鹿見塚神社

## その他

### 日本郵便
- 集配担当する郵便局と郵便番号は以下の通りである[17]。

| 町丁   | 郵便番号 | 郵便局     |
| ------ | -------- | ---------- |
| 鹿骨   | 133-0073 | 小岩郵便局 |
| 鹿骨町 | 133-0072 | 小岩郵便局 |